# کاریانگا
کاریانگا (به لاتین: Karianga) یک منطقهٔ مسکونی در ماداگاسکار است که در وندروزو واقع شده‌است. کاریانگا ۲۱٬۰۰۰ نفر جمعیت دارد و ۲۶۳ متر بالاتر از سطح دریا واقع شده‌است.